# Chrysotus superbus
Chrysotus superbus är en tvåvingeart som beskrevs av Vanschuytbroeck 1951. Chrysotus superbus ingår i släktet Chrysotus och familjen styltflugor.
Artens utbredningsområde är Tanzania. Inga underarter finns listade i Catalogue of Life.